# Чемерна (Брянская область)
Чемерна́ — посёлок в Клинцовском районе Брянской области, в составе Смолевичского сельского поселения. Второй по численности — после Коржовки‑Голубовки — населённый пункт Клинцовского района. Расположен в северной части района, в двух километрах к северу от города Клинцы и тремя километрами южнее села Смолевичи.
Упоминается с середины XIX века как хутор; входил в Голубовскую волость. Название, предположительно, происходит от растения чемерица: хутор был основан по соседству с болотистой местностью, с большим обилием данного растения.
В посёлке работает сельская библиотека. 
21 апреля 1973 года в поселке открыто крупнейшее предприятие района — Клинцовский силикатный завод.

## Население
| 2010 | 2013  |
| ---- | ----- |
| 1269 | ↘1251 |